# Frankendamm 3 (Stralsund)
Das Gebäude mit der postalischen Adresse Frankendamm 3 ist ein denkmalgeschütztes Bauwerk am Frankendamm in Stralsund.

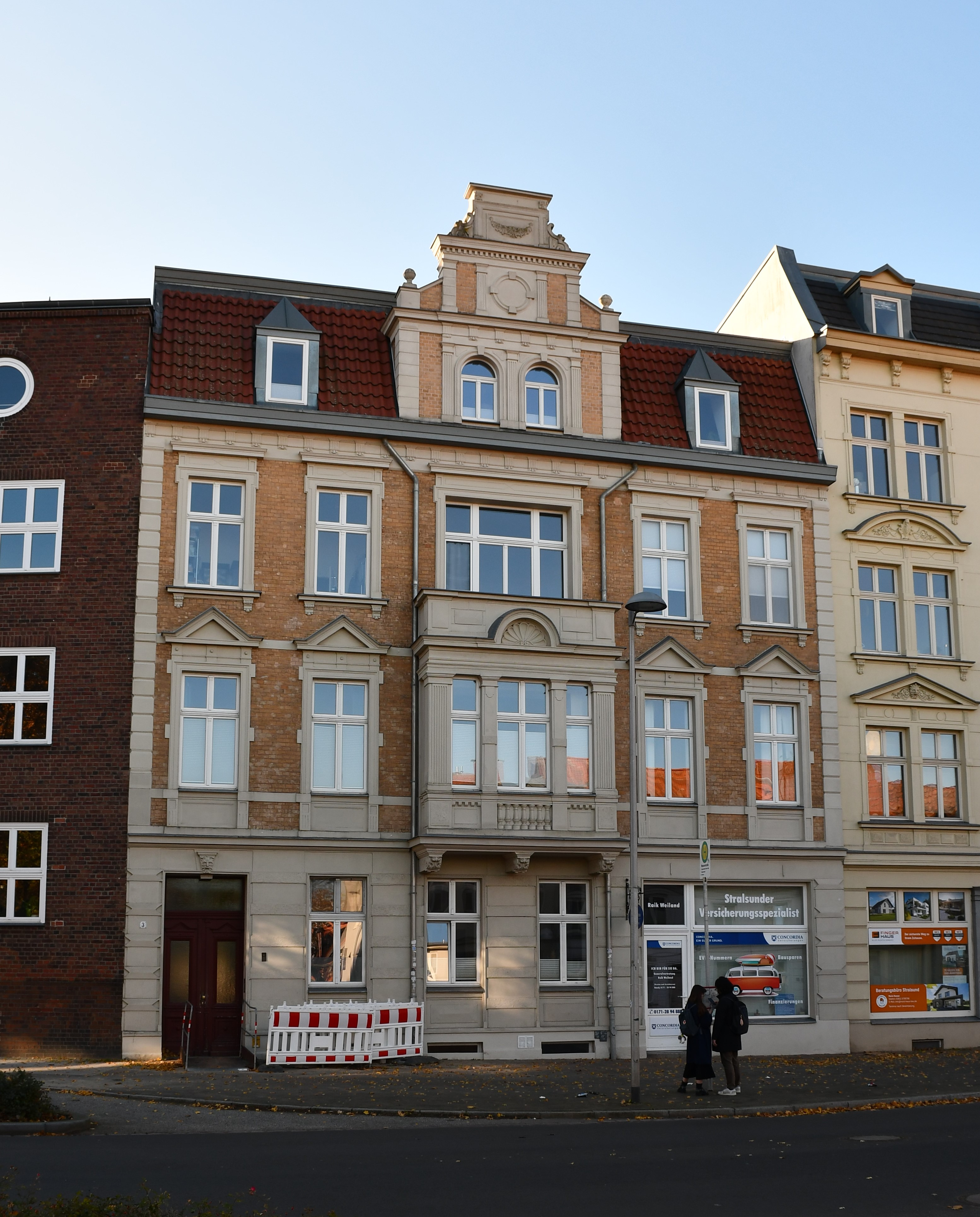
Frankendamm 3 in Stralsund (2023)

Der dreigeschossige Klinkerbau wurde im Jahr 1899 errichtet.
Die Fassade des Gebäudes ist im Stil der Neorenaissance gestaltet. Der breite Mittelrisalit wird durch Balkone in den Obergeschossen betont. Gekrönt wird die Mittelachse durch ein reich geschmücktes und übergiebeltes Zwerchhaus.
Das Haus liegt im Randgebiet des von der UNESCO als Weltkulturerbe anerkannten Stadtgebietes des Kulturgutes „Historische Altstädte Stralsund und Wismar“. In die Liste der Baudenkmale in Stralsund ist es mit der Nummer 195 eingetragen.